# Swartzia arborescens
Swartzia arborescens är en ärtväxtart som först beskrevs av Jean Baptiste Christophe Fusée Aublet, och fick sitt nu gällande namn av Henri François Pittier. Swartzia arborescens ingår i släktet Swartzia och familjen ärtväxter. Inga underarter finns listade i Catalogue of Life.